# Tweede Kappeleroorlog
De Tweede Kappeleroorlog van 1531 was de voortzetting van de Eerste Kappeleroorlog, die in 1529 zonder gevechtshandelingen met de Eerste Kappeler Landvrede werd beëindigd.

## Verloop

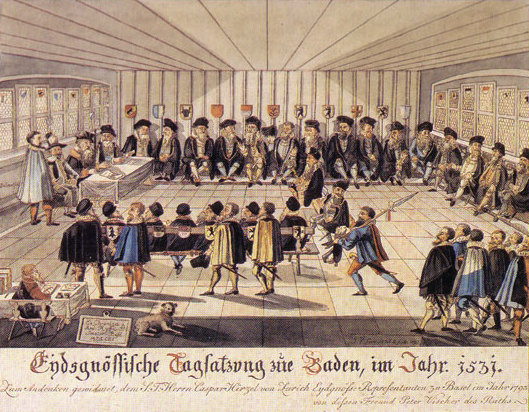
Tagsatzung in stadhuis van Baden 1531.

De Kappeleroorlogen behoorden tot de eerste Europese godsdienstoorlogen na het begin van de reformatie. De twee oorlogen werden gevoerd door de protestantse kantons onder leiding van Zürich met de reformator Huldrych Zwingli tegen de vijf katholieke bergkantons in Centraal-Zwitserland.
De afspraken van de Eerste Kappeler Landvrede hielden niet lang stand. De ontwikkelingen in Duitsland hadden een sterke invloed. De besluiten van de Rijksdag van Augsburg (1530) leidden tot wantrouwen tussen de katholieke en de hervormde kampen in het Oude Eedgenootschap. Inmengingen in de geloofsverhoudingen in gebieden van de tegenstanders versterkten deze houding. Zürich werd verweten dat het nieuwe gebieden wilde inlijven. Toen de katholieke inlandse kantons weigerden hulp te verlenen in de "Musso-oorlog", drong de Züricher reformator Zwingli aan op een nieuw tweegevecht. De met het Christelijk Burgrecht verbonden kantons bleven terughoudend en voerden slechts een voedselembargo in tegen inlandse kantons, waarop deze op 9 oktober 1531 Zürich de oorlog verklaarden. In de Slag bij Kappel leden de geïsoleerde en slecht geleide Zürichers op 11 oktober een nederlaag. Zwingli sneuvelde in deze veldslag.
In de dertien dagen later plaatsvindende Slag bij de Gubel werd de oorlog definitief ten gunste van de katholieke kantons beslist, waarna vredesbesprekingen werden begonnen. Met de Tweede Kappeler Landvrede werd de Tweede Kappeleroorlog beëindigd en daarmee de verdere uitbreiding van de reformatie in Duitstalig Zwitserland gestopt.

## Representaties door tijdgenoten
De gebeurtenissen van de Tweede Kappeleroorlog werden door contemporaine kroniekschrijvers – waaronder door Aegidius Tschudi en Heinrich Bullinger – alsmede in talrijke ooggetuigenissen herinnerd: Hans von Hinwil noemt de namen van dertig gesneuvelde Züricher raadsheren alsmede het aantal en het soort stukken geschut die aan Züricher zijde verloren gingen. De Züricher kannonnengieter en artilleriehoofdman Peter Füssli – hij was van het oude geloof en stond aan de kant van Zürich – rechtvaardigde zijn militaire en persoonlijke band in het kader van een gedetailleerd verhaal van de slag. De terugkeer van de door oorlog verwonde Zürichers en de angst van de overlevende Züricher aanhangers van Zwingli voor een verdere opmars van de vijand werd beschreven door Thomas Platter de Oudere in zijn autobiografie.

## Literaire bewerkingen
De slag bij Kappel is een motief in de Zwitserse literatuur, zoals in Gottfried Kellers novelle Ursula (1877), maar ook in Conrad Ferdinand Meyers onvoltooide roman Der Komtur (1897) en diens ballade Der Rappe des Comturs (1882) (beide over de in de tweede slag gesneuvelde Komtur Konrad Schmid).